# Luant
Luant – miejscowość i gmina we Francji, w Regionie Centralnym, w departamencie Indre.
Według danych na rok 1990 gminę zamieszkiwało 1241 osób, a gęstość zaludnienia wynosiła 40 osób/km² (wśród 1842 gmin Centre, Luant plasuje się na 319. miejscu pod względem liczby ludności, natomiast pod względem powierzchni na miejscu 327.).